# Monica Niculescu
Pour les articles homonymes, voir Niculescu.
Monica Niculescu, née le 25 septembre 1987 à Slatina, est une joueuse de tennis roumaine qui a disputé son premier match sur le circuit professionnel en 2002.

## Carrière junior
Monica Niculescu a disputé la finale du double filles à Roland-Garros en 2004 (associée à Mădălina Gojnea) et atteint deux fois celle du tournoi de Wimbledon en 2004 et 2005 (avec Marina Erakovic).

## Carrière professionnelle
Entre 2013 et 2016, elle remporte 3 titres en simple en catégorie WTA 250. En double, elle a remporté 12 titres dont le dernier en 2024 à Monterrey.
Début janvier 2025, elle parvient en finale de l'épreuve de double du tournoi de Hobart associée à la Hongroise Fanny Stollár.

## Style de jeu
Essentiellement joueuse de fond de court, elle se distingue par un coup droit slicé ainsi que son service. Une autre originalité est que, selon les circonstances, elle joue son coup droit à une ou deux mains, de même pour le revers. Ces dernières années, elle semble toutefois s'orienter vers un jeu plus classique, optant le plus souvent pour le coup droit à une main (toujours slicé) et le revers à deux mains.

## Palmarès

### Titres en simple dames
| No | Date       | Nom et lieu du tournoi                      | Catégorie | Dotation  | Surface    | Finaliste     | Score         |          |
| -- | ---------- | ------------------------------------------- | --------- | --------- | ---------- | ------------- | ------------- | -------- |
| 1  | 25-02-2013 | WTA Brasil Tennis Cup, Florianópolis        | Intern'l  | 235 000 $ | Dur (ext.) | Olga Puchkova | 6-2, 4-6, 6-4 | Parcours |
| 2  | 15-09-2014 | International Women's Open, Guangzhou       | Intern'l  | 500 000 $ | Dur (ext.) | Alizé Cornet  | 6-4, 6-0      | Parcours |
| 3  | 17-10-2016 | BGL BNP Paribas Luxembourg Open, Luxembourg | Intern'l  | 250 000 $ | Dur (int.) | Petra Kvitová | 6-4, 6-0      | Parcours |

### Finales en simple dames
| No | Date       | Nom et lieu du tournoi            | Catégorie | Dotation  | Surface      | Vainqueure        | Score         |          |
| -- | ---------- | --------------------------------- | --------- | --------- | ------------ | ----------------- | ------------- | -------- |
| 1  | 17-10-2011 | BGL BNP Paribas Open, Luxembourg  | Intern'l  | 220 000 $ | Dur (int.)   | Victoria Azarenka | 6-2, 6-2      | Parcours |
| 2  | 15-10-2012 | BGL BNP Paribas Open, Luxembourg  | Intern'l  | 220 000 $ | Dur (int.)   | Venus Williams    | 6-2, 6-3      | Parcours |
| 3  | 08-06-2015 | Aegon Open Nottingham, Nottingham | Intern'l  | 250 000 $ | Gazon (ext.) | Ana Konjuh        | 1-6, 6-4, 6-2 | Parcours |
| 4  | 19-09-2016 | Korea Open, Séoul                 | Intern'l  | 250 000 $ | Dur (ext.)   | Lara Arruabarrena | 6-0, 2-6, 6-0 | Parcours |
| 5  | 08-01-2017 | Hobart International, Hobart      | Intern'l  | 250 000 $ | Dur (ext.)   | Elise Mertens     | 6-3, 6-1      | Parcours |

### Titres en double dames
| No | Date       | Nom et lieu du tournoi                            | Catégorie | Dotation  | Surface      | Partenaire         | Finalistes                           | Score              |          |
| -- | ---------- | ------------------------------------------------- | --------- | --------- | ------------ | ------------------ | ------------------------------------ | ------------------ | -------- |
| 1  | 06-07-2009 | GDF Suez Grand Prix Budapest                      | Intern'l  | 220 000 $ | Terre (ext.) | Alisa Kleybanova   | Alona Bondarenko Kateryna Bondarenko | 6-4, 7-65          | Parcours |
| 2  | 08-01-2012 | Moorilla International Hobart                     | Intern'l  | 220 000 $ | Dur (ext.)   | Irina-Camelia Begu | Chuang Chia-jung Marina Erakovic     | 6-74, 7-64, [10-5] | Parcours |
| 3  | 30-12-2013 | Shenzhen Open Shenzhen                            | Intern'l  | 500 000 $ | Dur (ext.)   | Klára Zakopalová   | Lyudmyla Kichenok Nadiia Kichenok    | 6-3, 6-4           | Parcours |
| 4  | 05-01-2014 | Hobart International Hobart                       | Intern'l  | 250 000 $ | Dur (ext.)   | Klára Zakopalová   | Lisa Raymond Zhang Shuai             | 6-2, 6-75, [10-8]  | Parcours |
| 5  | 03-01-2016 | Shenzhen Open Shenzhen                            | Intern'l  | 500 000 $ | Dur (ext.)   | Vania King         | Xu Yifan Zheng Saisai                | 6-1, 6-4           | Parcours |
| 6  | 18-07-2016 | Citi Open Washington D.C.                         | Intern'l  | 250 000 $ | Dur (ext.)   | Yanina Wickmayer   | Shuko Aoyama Risa Ozaki              | 6-4, 6-3           | Parcours |
| 7  | 21-08-2016 | Connecticut Open by United Technologies New Haven | Premier   | 761 000 $ | Dur (ext.)   | Sania Mirza        | Kateryna Bondarenko Chuang Chia-jung | 7-5, 6-4           | Parcours |
| 8  | 10-04-2017 | Ladies Open Biel Bienne Bienne                    | Intern'l  | 250 000 $ | Dur (int.)   | Hsieh Su-wei       | Timea Bacsinszky Martina Hingis      | 5-7, 6-3, [10-7]   | Parcours |
| 9  | 28-01-2019 | Toyota Thailand Open presented by E@ Hua Hin      | Intern'l  | 226 750 $ | Dur (ext.)   | Irina-Camelia Begu | Anna Blinkova Wang Yafan             | 2-6, 6-1, [12-10]  | Parcours |
| 10 | 27-09-2021 | Astana Open Noursoultan                           | WTA 250   | 235 238 $ | Dur (int.)   | Anna-Lena Friedsam | Angelina Gabueva Anastasia Zakharova | 6-2, 4-6, [10-5]   | Parcours |
| 11 | 19-05-2024 | Internationaux de Strasbourg Strasbourg           | WTA 500   | 922 573 $ | Terre (ext.) | Cristina Bucșa     | Asia Muhammad Aldila Sutjiadi        | 3-6, 6-4, [10-6]   | Parcours |
| 12 | 19-08-2024 | Abierto GNP Seguros Monterrey                     | WTA 500   | 922 573 $ | Dur (ext.)   | Guo Hanyu          | Giuliana Olmos Alexandra Panova      | 3-6, 6-3, [10-4]   | Parcours |

### Finales en double dames
| No | Date       | Nom et lieu du tournoi                          | Catégorie | Dotation     | Surface      | Vainqueures                             | Partenaire          | Score             |          |
| -- | ---------- | ----------------------------------------------- | --------- | ------------ | ------------ | --------------------------------------- | ------------------- | ----------------- | -------- |
| 1  | 17-08-2008 | Pilot Pen Tennis by Schick New Haven            | Tier II   | 600 000 $    | Dur (ext.)   | Květa Peschke Lisa Raymond              | Sorana Cîrstea      | 4-6, 7-5, [10-7]  | Parcours |
| 2  | 27-07-2009 | Bank of the West Classic Stanford               | Premier   | 700 000 $    | Dur (ext.)   | Serena Williams Venus Williams          | Chan Yung-jan       | 6-4, 6-1          | Parcours |
| 3  | 11-01-2010 | Moorilla International Hobart                   | Intern'l  | 220 000 $    | Dur (ext.)   | Chuang Chia-jung Květa Peschke          | Chan Yung-jan       | 3-6, 6-3, [10-7]  | Parcours |
| 4  | 12-07-2010 | ECM Open Prague                                 | Intern'l  | 220 000 $    | Terre (ext.) | Timea Bacsinszky Tathiana Garbin        | Ágnes Szávay        | 7-5, 7-64         | Parcours |
| 5  | 18-07-2011 | Baku Cup Bakou                                  | Intern'l  | 220 000 $    | Dur (ext.)   | Mariya Koryttseva Tatiana Poutchek      | Galina Voskoboeva   | 6-3, 2-6, [10-8]  | Parcours |
| 6  | 17-09-2012 | GRC Bank Int'l Women's Open Guangzhou           | Intern'l  | 220 000 $    | Dur (ext.)   | Tamarine Tanasugarn Zhang Shuai         | Jarmila Gajdošová   | 2-6, 6-2, [10-8]  | Parcours |
| 7  | 15-10-2012 | BGL BNP Paribas Open Luxembourg                 | Intern'l  | 220 000 $    | Dur (int.)   | Andrea Hlaváčková Lucie Hradecká        | Irina-Camelia Begu  | 6-3, 6-4          | Parcours |
| 8  | 17-06-2013 | Aegon International Eastbourne                  | Premier   | 690 000 $    | Gazon (ext.) | Nadia Petrova Katarina Srebotnik        | Klára Zakopalová    | 6-3, 6-3          | Parcours |
| 9  | 07-04-2014 | BNP Paribas Katowice Open Katowice              | Intern'l  | 250 000 $    | Dur (int.)   | Yuliya Beygelzimer Olga Savchuk         | Klára Koukalová     | 6-4, 5-7, [10-7]  | Parcours |
| 10 | 11-01-2015 | Hobart International Hobart                     | Intern'l  | 250 000 $    | Dur (ext.)   | Kiki Bertens Johanna Larsson            | Vitalia Diatchenko  | 7-5, 6-3          | Parcours |
| 11 | 27-09-2015 | Dongfeng Motor Wuhan Open Wuhan                 | Premier 5 | 2 513 000 $  | Dur (ext.)   | Martina Hingis Sania Mirza              | Irina-Camelia Begu  | 6-2, 6-3          | Parcours |
| 12 | 19-10-2015 | Kremlin Cup by Bank of Moscow Moscou            | Premier   | 768 000 $    | Dur (int.)   | Daria Kasatkina Elena Vesnina           | Irina-Camelia Begu  | 6-3, 6-77, [10-5] | Parcours |
| 13 | 25-07-2016 | Coupe Rogers Montréal                           | Premier 5 | 2 714 413 $  | Dur (ext.)   | Ekaterina Makarova Elena Vesnina        | Simona Halep        | 6-3, 7-65         | Parcours |
| 14 | 17-10-2016 | BGL BNP Paribas Open Luxembourg                 | Intern'l  | 250 000 $    | Dur (int.)   | Kiki Bertens Johanna Larsson            | Patricia Maria Țig  | 4-6, 7-5, [11-9]  | Parcours |
| 15 | 05-07-2017 | The Championships Wimbledon                     | G. Chelem | 14 840 000 £ | Gazon (ext.) | Ekaterina Makarova Elena Vesnina        | Chan Hao-ching      | 6-0, 6-0          | Parcours |
| 16 | 14-08-2017 | Western & Southern Open Cincinnati              | Premier 5 | 2 836 904 $  | Dur (ext.)   | Chan Yung-jan Martina Hingis            | Hsieh Su-wei        | 4-6, 6-4, [10-7]  | Parcours |
| 17 | 19-08-2019 | Bronx Open Bronx                                | Intern'l  | 226 750 $    | Dur (ext.)   | Darija Jurak M. J. Martínez Sánchez     | Margarita Gasparyan | 7-5, 2-6, [10-7]  | Parcours |
| 18 | 10-08-2020 | Prague Open Prague                              | Intern'l  | 202 250 $    | Terre (ext.) | Lucie Hradecká Kristýna Plíšková        | Raluca Olaru        | 6-2, 6-2          | Parcours |
| 19 | 01-03-2021 | Qatar Total Open 2021 Doha                      | WTA 500   | 565 530 $    | Dur (ext.)   | Nicole Melichar Demi Schuurs            | Jeļena Ostapenko    | 6-2, 2-6, [10-8]  | Parcours |
| 20 | 15-05-2022 | GP SAR La Princesse Lalla Meryem Rabat          | WTA 250   | 251 750 $    | Terre (ext.) | Eri Hozumi Makoto Ninomiya              | Alexandra Panova    | 6-77, 6-3, [10-8] | Parcours |
| 21 | 06-06-2022 | Rothesay Open Nottingham Nottingham             | WTA 250   | 239 477 $    | Gazon (ext.) | Beatriz Haddad Maia Zhang Shuai         | Caroline Dolehide   | 7-62, 6-3         | Parcours |
| 22 | 25-06-2023 | Bad Homburg Open by Engel & Völkers Bad Homburg | WTA 250   | 259 303 $    | Gazon (ext.) | Ingrid Gamarra Martins Lidziya Marozava | Eri Hozumi          | 6-0, 7-63         | Parcours |
| 23 | 31-07-2023 | Mubadala Citi DC Open Washington                | WTA 500   | 780 637 $    | Dur (ext.)   | Laura Siegemund Vera Zvonareva          | Alexa Guarachi      | 6-4, 6-4          | Parcours |
| 24 | 14-10-2024 | Kinoshita Group Japan Open Osaka                | WTA 250   | 267 082 $    | Dur (ext.)   | Ena Shibahara Laura Siegemund           | Cristina Bucșa      | 3-6, 6-2, [10-2]  | Parcours |
| 25 | 06-01-2025 | Hobart international Hobart                     | WTA 250   | 275 094 $    | Dur (ext.)   | Jiang Xinyu Wu Fang-hsien               | Fanny Stollár       | 6-1, 7-66         | Parcours |

### Titre en simple en WTA 125
| No | Date       | Nom et lieu du tournoi         | Catégorie | Dotation  | Surface    | Finaliste       | Score    |          |
| -- | ---------- | ------------------------------ | --------- | --------- | ---------- | --------------- | -------- | -------- |
| 1  | 06-11-2017 | Engie Open de Limoges, Limoges | WTA 125   | 125 000 $ | Dur (int.) | Antonia Lottner | 6-4, 6-2 | Parcours |

### Titres en double en WTA 125
| No | Date       | Nom et lieu du tournoi           | Catégorie | Dotation  | Surface    | Partenaire          | Finalistes                      | Score            |          |
| -- | ---------- | -------------------------------- | --------- | --------- | ---------- | ------------------- | ------------------------------- | ---------------- | -------- |
| 1  | 13-12-2021 | Open BLS de Limoges Limoges      | WTA 125   | 115 000 $ | Dur (int.) | Vera Zvonareva      | Estelle Cascino Jessika Ponchet | 6-4, 6-4         | Parcours |
| 2  | 04-12-2023 | Open Angers Arena Loire Angers   | WTA 125   | 115 000 $ | Dur (int.) | Cristina Bucșa      | Anna Danilina Alexandra Panova  | 6-1, 6-3         | Parcours |
| 3  | 30-09-2024 | Hong Kong 125 Open Hong Kong     | WTA 125   | 115 000 $ | Dur (ext.) | Elena-Gabriela Ruse | Nao Hibino Makoto Ninomiya      | 6-3, 5-7, [10-5] | Parcours |
| 4  | 02-12-2024 | Open In Arte Angers Loire Angers | WTA 125   | 115 000 $ | Dur (int.) | Elena-Gabriela Ruse | Belinda Bencic Céline Naef      | 6-3, 6-4         | Parcours |

### Finales en double en WTA 125
| No | Date       | Nom et lieu du tournoi         | Catégorie | Dotation  | Surface      | Vainqueures                       | Partenaire     | Score             |          |
| -- | ---------- | ------------------------------ | --------- | --------- | ------------ | --------------------------------- | -------------- | ----------------- | -------- |
| 1  | 06-12-2021 | Open Angers Arena Loire Angers | WTA 125   | 115 000 $ | Dur (int.)   | Tereza Mihalíková Greet Minnen    | Vera Zvonareva | 4-6, 6-1, [10-8]  | Parcours |
| 2  | 17-07-2023 | BCR Iași Open Iași             | WTA 125   | 115 000 $ | Terre (ext.) | Veronika Erjavec Dalila Jakupović | Irina Bara     | 6-4, 6-4          | Parcours |
| 3  | 13-05-2024 | Trophée Clarins Paris          | WTA 125   | 115 000 $ | Terre (ext.) | Asia Muhammad Aldila Sutjiadi     | Zhu Lin        | 7-63, 6-4, [11-9] | Parcours |

## Parcours en Grand Chelem

### En simple dames
| Année | Open d'Australie | Open d'Australie     | Internationaux de France | Internationaux de France | Wimbledon       | Wimbledon            | US Open         | US Open            |
| ----- | ---------------- | -------------------- | ------------------------ | ------------------------ | --------------- | -------------------- | --------------- | ------------------ |
| 2008  | 1er tour (1/64)  | Camille Pin          | 1er tour (1/64)          | Jelena Janković          | 2e tour (1/32)  | Ágnes Szávay         | 1er tour (1/64) | Kaia Kanepi        |
| 2009  | 2e tour (1/32)   | Sara Errani          | 1er tour (1/64)          | Aleksandra Wozniak       | 1er tour (1/64) | Yaroslava Shvedova   | 1er tour (1/64) | Shenay Perry       |
| 2010  | 1er tour (1/64)  | Jelena Janković      | Q3                       | Kurumi Nara              | 2e tour (1/32)  | Flavia Pennetta      | 1er tour (1/64) | Victoria Azarenka  |
| 2011  | 3e tour (1/16)   | Francesca Schiavone  | 1er tour (1/64)          | Yanina Wickmayer         | 2e tour (1/32)  | M. J. Martínez       | 1/8 de finale   | Angelique Kerber   |
| 2012  | 3e tour (1/16)   | Caroline Wozniacki   | 1er tour (1/64)          | Nina Bratchikova         | 1er tour (1/64) | Stéphanie Foretz     | 1er tour (1/64) | Ayumi Morita       |
| 2013  | 1er tour (1/64)  | Victoria Azarenka    | 1er tour (1/64)          | Johanna Larsson          | 1er tour (1/64) | Mona Barthel         | 1er tour (1/64) | Galina Voskoboeva  |
| 2014  | 3e tour (1/16)   | Ekaterina Makarova   | 2e tour (1/32)           | Paula Ormaechea          | 1er tour (1/64) | Alison Van Uytvanck  | 2e tour (1/32)  | Barbora Strýcová   |
| 2015  | 1er tour (1/64)  | Samantha Stosur      | 1er tour (1/64)          | Carla Suárez             | 1/8 de finale   | Timea Bacsinszky     | 2e tour (1/32)  | Flavia Pennetta    |
| 2016  | 2e tour (1/32)   | Elizaveta Kulichkova | 1er tour (1/64)          | Pauline Parmentier       | 2e tour (1/32)  | Timea Bacsinszky     | 3e tour (1/16)  | Caroline Wozniacki |
| 2017  | 1er tour (1/64)  | Anna Blinkova        | 1er tour (1/64)          | Anett Kontaveit          | 1er tour (1/64) | Magdaléna Rybáriková | 3e tour (1/16)  | Jennifer Brady     |
| 2018  | 1er tour (1/64)  | Mona Barthel         | —                        | —                        | 1er tour (1/64) | Naomi Osaka          | 1er tour (1/64) | Julia Glushko      |
| 2019  | 1er tour (1/64)  | Amanda Anisimova     | —                        | —                        | 2e tour (1/32)  | Elise Mertens        | 1er tour (1/64) | Dayana Yastremska  |
| 2020  | 1er tour (1/64)  | Alizé Cornet         | 1er tour (1/64)          | Danielle Collins         | Annulé          | Annulé               | —               | —                  |
| 2021  | Q1               | Francesca Jones      | Q3                       | Camila Osorio            | 1er tour (1/64) | Aryna Sabalenka      | Q3              | Dalma Gálfi        |

N.B. : à droite du résultat se trouve le nom de l'ultime adversaire.

### En double dames
N.B. : le nom de la partenaire se trouve sous le résultat ; le nom des ultimes adversaires se trouve à droite.

### En double mixte
N.B. : le nom du partenaire se trouve sous le résultat ; le nom des ultimes adversaires se trouve à droite.

## Parcours en «Premier Mandatory» et «Premier 5»
Découlant d'une réforme du circuit WTA inaugurée en 2009, les tournois WTA « Premier Mandatory » et « Premier 5 » constituent les catégories d'épreuves les plus prestigieuses, après les quatre levées du Grand Chelem.

### En simple dames
| Année |              | Premier Mandatory              | Premier Mandatory           | Premier Mandatory              | Premier Mandatory           |       | Premier 5 | Premier 5                  | Premier 5                  | Premier 5                   | Premier 5                    | Premier 5 | Premier 5                    |
| Année | Indian Wells | Miami                          | Madrid                      | Pékin                          |                             | Dubaï | Rome      | Canada                     | Cincinnati                 |                             | Tokyo                        |           |                              |
| Année | Indian Wells | Miami                          | Madrid                      | Pékin                          |                             | Doha  | Rome      | Canada                     | Cincinnati                 |                             | Wuhan                        |           |                              |
| Année | Indian Wells | Miami                          | Madrid                      | Pékin                          |                             |       | Rome      | Canada                     | Cincinnati                 |                             |                              |           |                              |
| 2009  |              | 1er tour (1/64) A-L. Grönefeld | 1er tour (1/64) T. Paszek   | 1er tour (1/32) A-L. Grönefeld |                             |       |           | 2e tour (1/16) J. Janković | 1er tour (1/32) A. Morita  | 1er tour (1/32) S. Peer     |                              |           |                              |
| 2010  |              |                                |                             |                                |                             |       |           |                            |                            | 1er tour (1/32) K. Date     | 2e tour (1/16) F. Pennetta   |           |                              |
| 2011  |              | 2e tour (1/32) M. Bartoli      | 2e tour (1/32) J. Janković  | 1er tour (1/32) C. Scheepers   | 1/2 finale A. Petkovic      |       |           |                            |                            |                             | 1er tour (1/32) S. Arvidsson |           |                              |
| 2012  |              | 2e tour (1/32) S. Arvidsson    | 2e tour (1/32) A. Wozniak   | 1er tour (1/32) L. Domínguez   | 2e tour (1/16) J. Janković  |       |           | 1/4 de finale S. Stosur    | 1er tour (1/32) C. McHale  |                             |                              |           | 1er tour (1/32) J. Görges    |
| 2013  |              | 2e tour (1/32) K. Flipkens     | 1er tour (1/64) J. Hampton  |                                | 2e tour (1/16) C. Wozniacki |       |           | 2e tour (1/16) S. Stosur   | 1er tour (1/32) Peng S.    |                             | 2e tour (1/16) C. Wozniacki  |           |                              |
| 2014  |              | 2e tour (1/32) E. Makarova     | 1er tour (1/64) B. Strýcová | 1er tour (1/32) S. Stephens    | 1er tour (1/32) A. Petkovic |       |           | 3e tour (1/8) S. Errani    |                            |                             |                              |           |                              |
| 2015  |              | 2e tour (1/32) S. Williams     | 2e tour (1/32) S. Williams  |                                | 1er tour (1/32) S. Stosur   |       |           | 1er tour (1/32) S. Lisicki |                            |                             |                              |           | 2e tour (1/16) C. Suárez     |
| 2016  |              | 3e tour (1/16) A. Radwańska    | 4e tour (1/8) J. Konta      | 1er tour (1/32) L. Chirico     |                             |       |           | 3e tour (1/8) A. Radwańska | 1er tour (1/32) M. Duque   | 2e tour (1/16) A. Radwańska |                              |           |                              |
| 2017  |              | 2e tour (1/32) T. Bacsinszky   | 1er tour (1/64) J. Larsson  | 1er tour (1/32) C. Wozniacki   | 2e tour (1/16) Peng S.      |       |           |                            | 1er tour (1/32) K. Bertens |                             |                              |           | 1er tour (1/32) K. Bertens   |
| 2018  |              | 1er tour (1/64) S. Cîrstea     | 3e tour (1/16) S. Stephens  |                                |                             |       |           | 3e tour (1/8) C. Wozniacki |                            | 1er tour (1/32) S. Cîrstea  |                              |           | 1er tour (1/32) D. Cibulková |
| 2019  |              |                                | 3e tour (1/16) C. Wozniacki |                                |                             |       |           |                            |                            |                             |                              |           |                              |

Sous le résultat, l’ultime adversaire.

## Parcours aux Jeux olympiques

### En simple dames
| # | Date       | Nom de l'olympiade                  | Surface    | Résultat       | Ultime adversaire   | Score   |          |
| - | ---------- | ----------------------------------- | ---------- | -------------- | ------------------- | ------- | -------- |
| 1 | 06/08/2016 | Olympic Tennis Event Rio de Janeiro | Dur (ext.) | 2e tour (1/16) | Svetlana Kuznetsova | Forfait | Parcours |

### En double dames
| # | Date       | Nom de l'olympiade                  | Surface             | Résultat        | Partenaire         | Ultimes adversaires          | Score         |          |
| - | ---------- | ----------------------------------- | ------------------- | --------------- | ------------------ | ---------------------------- | ------------- | -------- |
| 1 | 06/08/2016 | Olympic Tennis Event Rio de Janeiro | Dur (ext.)          | 1er tour (1/16) | Irina-Camelia Begu | Chan Hao-ching Chan Yung-jan | 5-7, 6-4, 6-3 | Parcours |
| 2 | 31/07/2021 | Olympic Tennis Event Tokyo          | Dur (ext.)          | 1/8e de finale  | Raluca Olaru       | Ellen Perez Samantha Stosur  | 7-63, 7-5     | Parcours |
| 3 | 27/07/2024 | Olympic Tennis Event Paris          | Terre battue (ext.) | 1er tour (1/16) | Irina-Camelia Begu | Hsieh Su-wei Tsao Chia-yi    | 7-62, 7-5     | Parcours |

## Parcours en Fed Cup
| #                                                                        | Date       | Lieu        | Surface      | Gagnante(s)                         | Perdante(s)                      | Score            |          |
| ------------------------------------------------------------------------ | ---------- | ----------- | ------------ | ----------------------------------- | -------------------------------- | ---------------- | -------- |
|                                                                          |            |             |              |                                     |                                  |                  |          |
| 2014 - Barrage (groupe mondial II) - Roumanie - Serbie - 4 : 1           |            |             |              |                                     |                                  |                  |          |
| 1                                                                        | 19/04/2014 | Bucarest    | Terre (ext.) | Irina-Camelia Begu Monica Niculescu | Jovana Jakšić Nina Stojanović    | 1-0 ab.          | Parcours |
|                                                                          |            |             |              |                                     |                                  |                  |          |
| 2015 - 1er tour (groupe mondial II) - Roumanie - Espagne - 3 : 2         |            |             |              |                                     |                                  |                  |          |
| 2                                                                        | 07/02/2015 | Galați      | Dur (int.)   | Irina-Camelia Begu Monica Niculescu | Anabel Medina Garbiñe Muguruza   | 5-7, 6-3, 6-2    | Parcours |
|                                                                          |            |             |              |                                     |                                  |                  |          |
| 2016 - 1er tour (groupe mondial) - Roumanie - République tchèque - 2 : 3 |            |             |              |                                     |                                  |                  |          |
| 3                                                                        | 06/02/2016 | Cluj-Napoca | Dur (int.)   | Monica Niculescu                    | Petra Kvitová                    | 6-3, 6-4         | Parcours |
| 3                                                                        | 06/02/2016 | Cluj-Napoca | Dur (int.)   | Karolína Plíšková                   | Monica Niculescu                 | 6-4, 4-6, 6-3    | Parcours |
|                                                                          |            |             |              |                                     |                                  |                  |          |
| 2016 - Barrage (groupe mondial I) - Roumanie - Allemagne - 1 : 4         |            |             |              |                                     |                                  |                  |          |
| 4                                                                        | 16/04/2016 | Cluj-Napoca | Terre (int.) | Andrea Petkovic                     | Monica Niculescu                 | 0-6, 7-61, 6-3   | Parcours |
|                                                                          |            |             |              |                                     |                                  |                  |          |
| 2017 - 1er tour (groupe mondial II) - Roumanie - Belgique : 1 - 3        |            |             |              |                                     |                                  |                  |          |
| 5                                                                        | 11/02/2017 | Bucarest    | Dur (int.)   | Kirsten Flipkens                    | Monica Niculescu                 | 6-3, 6-4         | Parcours |
| 5                                                                        | 11/02/2017 | Bucarest    | Dur (int.)   | Sorana Cîrstea Monica Niculescu     | Kirsten Flipkens Maryna Zanevska | 6-2, 6-0         | Parcours |
|                                                                          |            |             |              |                                     |                                  |                  |          |
| 2017 - Barrage (groupe mondial II) - Roumanie - Grande-Bretagne - 3 : 2  |            |             |              |                                     |                                  |                  |          |
| 6                                                                        | 22/04/2017 | Constanța   | Terre (ext.) | Jocelyn Rae Laura Robson            | Simona Halep Monica Niculescu    | 6-3, 1-6, [10-8] | Parcours |

## Records et statistiques

### Victoires sur le top 10
Toutes ses victoires sur des joueuses classées dans le top 10 de la WTA lors de la rencontre.
| Légende      |
| ------------ |
| Grand Chelem |
| Premier      |
| Intern'l     |
| Fed Cup      |

| # | Rang  |  | Tournoi | Année | Surface    |  | Adversaire     | Rang | Tour   | Score        | Tableau |
| - | ----- |  | ------- | ----- | ---------- |  | -------------- | ---- | ------ | ------------ | ------- |
| 1 | no 57 |  | Pékin   | 2011  | Dur        |  | Li Na          | no 6 | 1/32   | 6-4, 6-0     | Tableau |
| 2 | no 31 |  | Doha    | 2012  | Dur        |  | Vera Zvonareva | no 8 | 1/16   | 7-5, 3-2 ab. | Tableau |
| 3 | no 37 |  | Fed Cup | 2016  | Dur (int.) |  | Petra Kvitová  | no 9 | Poules | 6-3, 6-4     | Tableau |
| 4 | no 65 |  | Pékin   | 2017  | Dur        |  | Johanna Konta  | no 7 | 1/32   | 6-1, 6-2     | Tableau |

## Classements WTA en fin de saison
| Année          | 2002 | 2003 | 2004 | 2005 | 2006 | 2007 | 2008 | 2009 | 2010 | 2011 | 2012 | 2013 | 2014 | 2015 | 2016 | 2017 | 2018 | 2019 | 2020 | 2021 | 2022 | 2023 | 2024 |
| Rang en simple | 875  | 451  | 430  | 268  | 222  | 179  | 47   | 101  | 83   | 30   | 58   | 60   | 47   | 39   | 39   | 100  | 78   | 116  | 144  | 267  | –    | 944  | –    |
| Rang en double | 699  | 369  | 485  | 218  | 159  | 131  | 36   | 30   | 30   | 50   | 27   | 70   | 38   | 33   | 19   | 23   | 48   | 48   | 53   | 39   | 47   | 41   | 33   |

Source : (en) Classements de Monica Niculescu sur le site officiel de la Fédération internationale de tennis